# Rubén Giustiniani
Rubén Héctor Giustiniani, argentinski inženir in politik, * 3. november 1955, Rosario.